# 正版
正版即“正确的使用版权”。而版权是属于版权所有人的，版权所有人提出使用条件，使用者只要符合条件，就算是正确地使用，一定要遵守版权法。企业通过开发产品，一定要经过合法注册，受知识产权保护，進而生產產品獲利。

## 商品
大部分商品通過印製LOGO（商標）以確定產權，但是若LOGO被盜用或修改成近似圖案，則會變為侵權行為。

## 計算機

### 副本
大多数正版软件都允许用户自行制作一份副本，但僅限於個人使用，這種備份是合法的。